# شاخة الخان الثالثة (دار خوين)
شاخة الخان الثالثة (بالفارسية: شاخت الخان سه) هي منطقة سكنية تقع في إيران في قسم دار خوين الريفي. يقدر عدد سكانها بـ 195 نسمة بحسب إحصاء 2016.